# Sant Cebrià de Torroella
Sant Cebrià de Torroella és un edifici religiós del municipi de Torroella de Fluvià (Alt Empordà) inclòs en l'Inventari del Patrimoni Arquitectònic de Catalunya.

## Descripció
L'església de Sant Cebrià de Torroella de Fluvià està situada a l'est del nucli, al barri de la Vila. És un edifici d'una nau amb absis semicircular. A la façana hi ha la portalada de tres arcs en degradació, llinda i timpà. Els seus tres arcs no són de mig punt sinó que tenen forma de ferradura, i les impostes del costat esquerre posseeixen decoració en relleu, motius molt esquemàtics de formes geomètriques. En el muntant, també del costat esquerre hi ha una creu en baix relleu inscrita en un cercle. Al centre de la façana hi ha un petit rosetó probablement d'època posterior. El mur és coronat per un campanar de cadireta reformat per tres pilastres rectangulars. Al costat nord de la porta, encastada al mur, hi ha una làpida sepulcral gòtica que té la meitat de la inscripció destruïda.
L'aparell romànic dels murs laterals només és visible en uns curts trams, ja que el segle xviii s'afegiren a cada costat del temple unes capelles laterals. També es construí una sagristia a la banda sud. El mur de la capçalera de la nau, que destaca per sobre de la teulada de l'absis, és ben conservat i s'enlaira quelcom respecte a la coberta. L'absis semicircular posseeix al centre una finestra de doble esqueixada i arcs de mig punt. Interiorment, la volta de la nau és apuntada i seguida. L'arc triomfal és apuntat, doble i en degradació.
L'aparell d'aquesta església és de carreus grans i ben escairats. En construir les capelles laterals i la sagristia es reutilitzaren els carreus dels murs que s'hagueren d'esbotzar.

## Història
La construcció de l'església de Sant Cebrià se situa, per les seves característiques, entre els segles xii i xiii. Posteriorment al segle xviii, s'hi afegiren dues capelles a cada banda de la nau, i la sagristia a la dreta. L'edifici es troba en bon estat de conservació.